# Ivan Moody
Ivan L. Moody (născut Ivan Lewis Greening; n. 7 ianuarie 1980, Colorado, SUA) este un cântăreț și compozitor american, solistul vocal principal al formației heavy metal Five Finger Death Punch (FFDP). El a cântat pentru mai multe formații, inclusiv Motograter și Ghost Machine înainte de a se alătura grupului FFDP. Moody a fost cunoscut sub pseudonimul Ghost („Fantoma”) în perioada în care a cântat cu Motograter.